# Gratia, Teleorman
Gratia este satul de reședință al comunei cu același nume din județul Teleorman, Muntenia, România.